# Demegestone
Demegestone, được bán dưới tên thương hiệu Lutionsex, là một loại thuốc proestin trước đây được sử dụng để điều trị chứng thiếu hoàng thể nhưng hiện không còn được bán trên thị trường. Nó được dùng bằng đường uống.
Demegestone là một progestin, hoặc một progestogen tổng hợp, và do đó là một chất chủ vận của thụ thể progesterone, các mục tiêu sinh học của progestogen như progesterone. Nó không có hoạt động androgenic.
Demegestone được mô tả lần đầu tiên vào năm 1966 và được giới thiệu sử dụng trong y tế tại Pháp vào năm 1974. Nó chỉ được bán trên thị trường ở Pháp và đã bị ngừng sản xuất tại quốc gia này.

## Sử dụng trong y tế
Demegestone đã được sử dụng để điều trị suy giảm hoàng thể. Nó cũng đã được nghiên cứu kết hợp với estrogen, như moxestrol, như một biện pháp tránh thai đường uống và điều trị vô sinh.

## Dược lý

### Dược lực học
Demegestone là một progestogen, và do đó là một chất chủ vận của thụ thể progesterone (PR). Nó là một proestogen rất mạnh, cho thấy gấp 50 lần hiệu lực của progesterone trong xét nghiệm Clauberg. Liều lượng rụng trứng của trứng là 2,5 mg/ngày, trong khi liều chuyển đổi nội mạc tử cung là 100 mg mỗi chu kỳ. Thuốc không có hoạt tính androgenic, và thay vào đó có một số hoạt động chống ung thư. Demegestone có ái lực thấp đối với thụ thể glucocorticoid. Trong một chuỗi sinh học cụ thể, cả demegstone và progesterone đều cho thấy hoạt chất antiglucocorticoid hơn là hoạt động glucocorticoid. Chất chuyển hóa chính của demegestone, chất chuyển hóa 21- hydroxylated, là một proestogen mạnh vừa phải (4   nhân với hiệu lực của progesterone) và một loại mineralcorticoid yếu (2% hiệu lực của deoxycorticosterone).
| Hợp chất | PR  | AR | ER | GR | MR   | SHBG | CBG |
| --- | --- | -- | -- | -- | ---- | ---- | --- |
| Đá phiến | 230 | 1  | 0  | 5  | 1122 | ?    | ?   |
| Ghi chú: Giá trị là tỷ lệ phần trăm (%). Các phối tử tham chiếu (100%) là progesterone cho PR, testosterone cho AR, <abbr about="#mwt99" data-mw="{&quot;parts&quot;:[{&quot;template&quot;:{&quot;target&quot;:{&quot;wt&quot;:&quot;abbr&quot;,&quot;href&quot;:&quot;./Template:Abbr&quot;},&quot;params&quot;:{&quot;1&quot;:{&quot;wt&quot;:&quot;E2&quot;},&quot;2&quot;:{&quot;wt&quot;:&quot;estradiol&quot;}},&quot;i&quot;:0}}]}" data-ve-no-generated-contents="true" id="mwog" title="estradiol" typeof="mw:Transclusion mw:ExpandedAttrs">E2</abbr> cho ER, DEXA cho GR, aldosterone cho MR, DHT cho SHBG và cortisol cho CBG. Nguồn: |     |    |    |    |      |      |     |

### Dược động học
Demegestone có sinh khả dụng tốt. Khối lượng phân phối ban đầu của demegestone là 31   L. Demegestone được chuyển hóa bằng cách hydroxyl hóa ở các vị trí C21, C1, C2 và C11, cuối cùng sau đó là aromatize hóa A-ring sau khi mất nước 1,2. Các chất chuyển hóa chính của demegestone là một dẫn xuất 21- hydroxy. Tốc độ thanh thải trao đổi chất của đá vôi là 20   L/h. Thời gian bán hủy sinh học của nó là 2,39 và 0,24   giờ tiêm tĩnh mạch. Chất khử và/hoặc chất chuyển hóa của nó được bài tiết, ít nhất là một phần, qua nước tiểu.

## Hóa học
Demegestone, còn được gọi là 17α-methyl- 9 -19-norprogesterone hoặc 17α-methyl-19-norpregna-4,9-diene-3,20-dione, là một steroid norpregnane tổng hợp và là một dẫn xuất của progesterone. Nó đặc biệt là một dẫn xuất kết hợp của 17α-methylprogesterone và 19-norprogesterone, hoặc 17α-methyl-19-norprogesterone. Các dẫn xuất liên quan của 17α-methyl-19-norprogesterone bao gồm promegstone và trimegestone.

## Lịch sử
Demegestone được mô tả lần đầu tiên trong tài liệu vào năm 1964 và được giới thiệu cho sử dụng y tế vào năm 1974 tại Pháp. Nó được phát triển bởi Roussel Uclaf.

## Xã hội và văn hoá

### Tên gốc
Demegestone là tên gốc của thuốc và INN của nó. Nó cũng được biết đến với tên mã phát triển R-2453 hoặc RU-2453.

### Tên thương hiệu
Demegestone được bán trên thị trường dưới tên thương hiệu Lutionsex.

### Khả dụng
Demegestone không còn được bán trên thị trường và do đó không còn có sẵn ở bất kỳ quốc gia nào. Nó đã có sẵn ở Pháp.